# МИФфия невыполнима
МИФфия невыполнима (англ. Myth-ion Improbable) — юмористический роман Роберта Асприна из серии «Миф».

## Сюжет
Эта книга — несмотря на то, что она одиннадцатая по счёту, является отсылкой в прошлое (по заявлению самого автора) и находится между третьей (МИФОуказания) и четвёртой (Удача или миф) частью серии. Итак, Скив усердно упражняется в магии под наблюдением своего учителя изверга Ааза в стенах дворца королевства Посситилум, где он работает придворным магом. Втайне Скив надеется снова посетить какое-нибудь неизвестное ему измерение, но Ааз не желает и слушать об этом. Где-то во время прошлых странствий с Тандой Скив купил у нищего карту, ведущую к «золотой корове». Зная слабину Ааза — золото, — Скив пытается уговорить его отправиться на поиски золотоносного артефакта, что ему вполне удаётся, так как выяснилось, что она была куплена на измерении «мини», жители которого не могут лгать — следовательно, она подлинная. Вместе с ними в путешествие отправляется Танда. Узнав у демона — Трансформатора с говорящим именем Перемещальник (не бесплатно, конечно) местоположение указанных «завихрений» на карте, троица отправилась навстречу опасностям. В пути они встречают Гленду — дочь нищего, который продал Скиву карту. Она хочет отправиться с ними, так как её отец считает, что у этой группы есть шанс добраться до золота, в отличие от 6 предыдущих групп. Так как завихрение № 6 находится слишком далеко для того, чтобы Танда смогла переместить их, путешественникам не остаётся ничего иного, кроме как согласиться. Конечной целью миссии оказалось измерение «Коро-Вау», заселённое огромными стадами коров-людоедов и, соответственно, ковбоями — вегетерианцами. Здесь Гленда бросила Скива, чтобы самой добраться до сокровищ. Но через некоторое время она вновь соединилась с командой, изрядно покусанная и напуганая. Вчетвером они преодолевают огромное количество тайных коридоров и залов и, наконец, находят — правда, не совсем то, что искали…

## Главные герои
- Скив — Молодой маг, ученик Изверга Ааза. Работает придворным магом в королевстве Посситилум.
- Ааз — демон («демонстратор измерений»), прибывший с измерения «Извр» (некоторые называют их «извращенцы», Скив и Ааз предпочитают слово «изверг»), учитель Скива.
- Тананда — бывшая наемная убийца. Весьма фигуристая подруга Скива и Ааза, впрочем, никогда не переступающая рамок дозволенного.
- Перемещальник — демон — трансформатор, который может перемещатся и перемещать в любое измерение и завихрение.
- Глип — ручной дракон Скива, приобретённый в первой книге Еще один великолепный МИФ у девола в измерении под названием «Базар-На-Деве».
- Гленда — дочь нищего, который продал Скиву карту в измерении «мини», ждала Скива в завихрении № 6, чем очень сильно его удивила. Впоследствии выясняется что она является Перемещателем.
- Жвачник — граф. Вампир, убит своим помощником Убальдом, победил в тяжелейшей схватке людей измерения Коро-Вау, подписал с ними договор, по которому каждое полнолуние они добровольно приносили себя в жертву вампирам, а также превратил в коров всех вампиров.
- Убальд — вампир экстремист, помощник Жвачника, убивший его и занявший трон. Выступает за неравномерное съедение людей измерения Коро-Вау, что может привести к голодной смерти.
- Харольд — вампир, бывший владелец таверны в столице, путешествуя по измерениям, научился некоторым магическим трюкам, в результате которых смог организовать сопротивление. Впоследствии оказывается обращённым в человека самим графом Жвачником.